# Caldas Sport Clube
Ne pas confondre avec le Sporting Clube das Caldas, un autre club de football aujourd'hui éteint basé à Caldas da Rainha.
Maillots
Le Caldas Sport Clube est un club de football portugais basé à Caldas da Rainha. Pour cette saison 2012-2013, le club évolue en quatrième division nationale.

## Histoire
Fondé en 1916, le club de Caldas da Rainha fait ses débuts dans les championnats régionaux dès le début de la saison 1929-30. Pour cette première saison c'est le AC Marinhense qui gagne le championnat régional, peu avant que le Caldas SC parvient à s'imposer les trois saisons qui suivent. L'équipe de Caldas fait ses grands débuts dans les championnats nationaux, en deuxième division sans briller. Cependant le Caldas parvient une nouvelle fois à remporter l'épreuve régionale en 1935-36, sans gagner aucune par la suite. Le Caldas Sport Clube connait ses plus belles années durant les années 1950, ou elle retrouve la troisième division dès le début de la saison 1950-51. L'équipe monte petit à petit et la saison suivante, elle obtient son billet d'accès pour la seconde division.
Elle y reste peu de temps, et pendant la saison 1954-55 elle obtient la deuxième place du groupe nord, ainsi elle obtient son billet pour la première division la saison suivante. L'équipe parvient à se maintenir chaque année avant de céder quatre ans plus tard et de finir reléguée en de seconde division. De la l'équipe chute, et plonge quelques années après en troisième division, avant de nouveau chuter en district à la fin de la saison 1965-66. L'équipe de Caldas refait surface dans les championnats nationaux pendant la saison 1970-71, avant d'être très rapidement plongée en deuxième division. Le Caldas SC se stabilise et reste de nombreuses saisons en deuxième division, malgré une relégation entre-temps. À la fin de la saison 1989-90 le Caldas SC est directement plongé en troisième division, peu après la création d'une nouvelle deuxième division au Portugal.
Depuis pendant plus de quatorze années l'équipe de Caldas évolue en troisième division, avant d'être reléguée à nouveau. L'équipe ne tarde pas à revenir deux ans plus tard, et refait surface en troisième division pendant la saison 2007-2008. Cette saison, d'ailleurs est décevante et le Caldas SC replonge à nouveau en quatrième division. L'équipe de Caldas met trois ans à revenir en troisième division pendant la saison 2011-2012, saison marquée une nouvelle fois par une relégation en troisième division.

## Joueurs emblématiques
- Vítor Covilhã
- Wilson
- Victor Konwlo
- João Morais
- Eric Tinkler

## Palmarès
| Compétitions nationales | Compétitions régionales                                                                 |
| --- | --------------------------------------------------------------------------------------- |
| - Championnat du Portugal (0) - Meilleure performance : 10e (1957-58) - III Divisão (3) - Champion : 1971-72, 2006-07 (série D), 2010-11 (série E) - Coupe du Portugal (0) - Meilleure performance : 1/4 finale (1955-56) | - Championnat de 1re division de l'AF Leiria (3) - Champion : 1930-31, 1932-33, 1933-34 |